# Eutelia rufula
Eutelia rufula är en fjärilsart som beskrevs av Holland 1894. Eutelia rufula ingår i släktet Eutelia och familjen nattflyn. Inga underarter finns listade i Catalogue of Life.